# Rischio calcolato
Rischio calcolato (Calculated Risk) è un romanzo dello scrittore inglese Charles Eric Maine pubblicato nel 1960. 
L'opera narra la fuga di uno scienziato da un futuro distopico e postapocalittico per rifugiarsi indietro nel tempo nella Londra degli anni 1960.

## Trama
(Charles Eric Maine, Rischio calcolato)
Il mondo nel XXIV secolo è stato devastato da una guerra nucleare. L'Inghilterra è governata dai militari che hanno isolato le zone maggiormente contaminate del paese uccidendo tutti coloro i quali tentano di fuggire dalle radiazioni.
Philip Calland era uno scienziato specializzato nella "psiconeutronica" ossia nella fisica applicata ai processi mentali; con la sua ex collaboratrice e compagna, Kay, è rinchiuso all'interno di una delle aree segregate. Di nascosto riesce a portare avanti gli esperimenti condotti da un famoso studioso, Loetze, e ad applicare le sue teorie ai viaggi nel tempo, riuscendo a realizzare con successo la cosiddetta "trasformazione Loetze", ossia il trasporto della coscienza di una persona all'interno di un'altra mente umana. Durante la trasposizione, che può avvenire anche indietro nel tempo, la mente dell'ospitante viene però cancellata.
Philip realizza l'apparecchiatura ipotizzata da Loetze e la usa con Kay per rifugiarsi nella Londra del passato. I due, dopo essersi dati appuntamento a Piccadilly Circus, abbandonano il XXIV secolo lasciando sul posto i loro corpi senza vita. Le loro menti viaggiano indietro nel tempo fino al 1961; Philip si trova padrone del corpo del giovane e bello Nick Brent, fidanzato e prossimo al matrimonio con l'altrettanto avvenente Sheila. L'uomo, spaesato e senza nessun ricordo di quanto fino ad allora vissuto dal suo "ospite" Nick, finge di essere stato vittima di un incidente e di essere colpito da amnesia. Kay era nel frattempo giunta a Londra tre mesi prima, si ritrova nel corpo della sciatta e anziana Mary Marney. Una volta che i due viaggiatori del tempo si sono ricongiunti, pianificano di ricostruire l'apparecchiatura di Loetze per trasferire la mente di Kay dal corpo dell'anziana Mary in quello della giovane Sheila. Per fare ciò Philip, forte delle sue conoscenze scientifiche superiori, trova il modo di farsi assumere nell'industria farmaceutica Biochemix capitanata da un amico di Richard Wetherby Grant, il padre di Sheila. La macchinazione tuttavia ha molti intoppi: l'assemblamento dell'apparecchiatura subisce ritardi dovuti al matrimonio tra Philip e Sheila e al successivo viaggio di nozze. La strana frequentazione tra Philip e Kay e lo strano comportamento di Philip accende i sospetti di Sheila e di suo padre che vieta ai due di continuare a frequentarsi, imponendo una separazione forzata alla giovane coppia di sposi. Philip e Kay, vedendo sfumare la possibilità di realizzare il piano, mettono fuori combattimento Richard e rapiscono Sheila per attuare su di lei il trasferimento mentale.
Durante la notte i due complici e la svenuta Sheila si recano presso la Biochemix dove la macchina di Loetze è pronta per il trasferimento; durante la procedura la polizia irrompe nel laboratorio, avvertita da un investigatore privato che, su incarico di Richard stava da tempo alle costole dei due. La corretta attuazione della procedura viene ostacolata durante la confusione e, al termine del trasferimento, si scopre con orrore che il corpo di Sheila è diventato cadavere e con esso si è spenta anche la mente di Kay mentre, contrariamente a quanto programmato, la coscienza di Sheila è sopravvissuta all'interno del corpo della vecchia Mary.
Nell'epilogo si apprende come nel XXIV secolo la macchina approntata da Philip è stata rinvenuta dai militari e il suo utilizzo pianificato per scopi bellici. A tale proposito si oppone il Dottor Hoff che, a scapito della sua carriera e incolumità, distrugge la macchina e gli appunti di Loetze.

## Personaggi
Philip CallandIl protagonista del romanzo, scienziato nel XXIV secolo, utilizzando una tecnica sperimentale, proietta la sua mente all'indietro nel tempo fino al 1960, sostituendo la sua coscienza a quella del ventenne Nicholas "Nick" Brent.
KayGiovane assistente e amante di Calland, lo segue nella Londra degli anni 1960 sostituendosi all'anziana Mary Marney.
Sheila Wetherby GrantLa giovane e bella fidanzata di Nick; lo sposa ignorando in lui si cela Calland, il quale la vuole invece usare come ricettacolo per la mente di Kay.
Richard Wetherby GrantIl ricco e influente padre di Sheila.
Eve BrentLa zia di Nick Brent.
Sir Andrew CrossleyProprietario e direttore dell'industria farmaceutica Biochemix. Impressionato dalla competenza di Nick, lo assume come ricercatore nell'azienda.
Dott. SandersonResponsabile del settore ricerche nell'industria farmaceutica Biochemix.
Dott. HoffScienziato del XXIV secolo, si oppone ai progetti di utilizzo bellico delle scoperte del collega Loetze.

## Edizioni
- (EN) Charles Eric Maine, Calculated Risk, 1ª ed., Hodder & Stoughton, 1960,  p. 191.
- Charles Eric Maine, Rischio calcolato, traduzione di Andreina Negretti, Urania n.249, Mondadori, 1961,  p. 128.
- Charles Eric Maine, Rischio calcolato, traduzione di Andreina Negretti, Collana Urania n.587, Mondadori, 1972,  p. 168.
- Charles Eric Maine, La giostra del tempo e dello spazio (antologia), Biblioteca di Urania n.8, Mondadori, 1981,  p. 492.